# Operación Brock

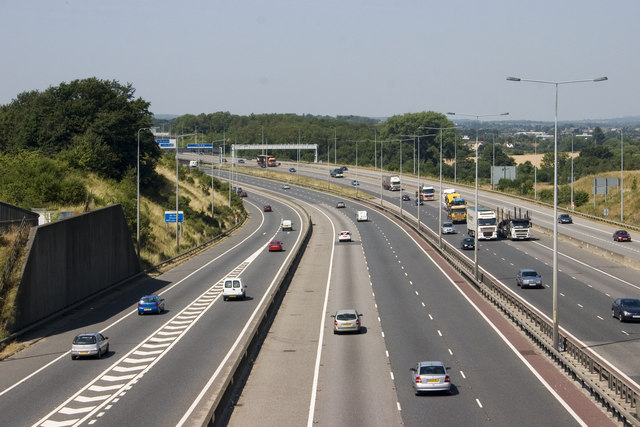
Autopista M-20 en Kent, zona de interés y actuación de la Operación Brock.

La Operación Brock era el sistema de gestión de tráfico planificado en el condado de Kent para su uso en caso de que se produjera un Brexit sin acuerdo. Sustituyó al plan conocido como Operación Stack, planteado en el pasado por el Gobierno británico para sortear los problemas temporales de tráfico entre ambas partes del Canal de la Mancha.

## Trasfondo
La autopista M20 corre entre la M25 y Folkestone, cerca de la zona de Dover, siendo el camino de tránsito del transporte y el tráfico de mercancías que deben cruzar entre Inglaterra y Francia tanto por medio del puerto de Dover como del Eurotúnel desde finales de los años 1990. Cuando los transbordadores o los trenes de enlace no funcionaban según lo programado, los camiones con destino al continente quedaban estacionados en la autopista, bajo la Operación Stack, operativo inicial llevado a cabo por el Gobierno. Sin embargo, ante la posibilidad de una sobrecarga administrativa inusualmente elevada en el puerto de Dover después del Brexit y un aumento en el tráfico de carga, los protocolos debían incrementarse, lo que llevó al desarrollo de la Operación Brock.
Los trabajos comenzaron en mayo de 2018 en este esquema administrado por Highways England y en septiembre de ese mismo año se reveló que se le había asignado una cuantía de 30 millones de libras esterlinas para cubrir su diseño, construcción y primeros pasos de la operación por un tiempo de seis meses. Las obras incluyeron el fortalecimiento de las calzadas de la M26 y la alteración de la calzada de la M20 entre sus salidas 8 y 9. En la calzada hacia el oeste de la M20, el arcén se convirtió en un carril de circulación, lo que le dejó un total de cuatro carriles, todos remarcado con líneas blancas. Una barrera de acero separa dichos carriles, dejando dos en cada dirección.

## Fases de la Operación
Hay cuatro fases de la Operación Brock, cada una de las cuales intenta hacer frente a más tráfico que la anterior.

### Fase 1
La fase inicial solo se refiere a las colas de vehículos pesados para el puerto de Dover. En esta etapa, el puerto Dover está activado y todos los vehículos que deben usar el puerto han de pasar obligatoriamente por la AP por Folkestone, haciendo cola en el carril de la izquierda. El camino se reducirá a una velocidad de 40 km/h y el resto del tráfico usará el carril de la derecha. Los vehículos pesados se lanzarán a intervalos en la rotonda de Western Heights, al oeste de Dover, para evitar obstruir una de las carreteras principales que atraviesan la ciudad.

### Fase 2
Abarca el contraflujo entre las uniones 8 y 9 de la M20 y se aplica a los vehículos pesados tanto para el puerto de Dover como para el Eurotúnel. Ambas direcciones del tráfico de la autopista son forzadas hacia el contraflujo de la autopista hacia el oeste a un límite de velocidad de 50 km/h. La calzada en dirección este se cerrará y se usará para hacer cola para vehículos pesados en dos carriles con los otros dos carriles reservados para vehículos de emergencia, vehículos de mantenimiento y servicios. Esto estaría marcado con conos y sujeto a un límite de velocidad de 30 km/h. Debido a la configuración de contraflujo, el tráfico no pesado no podrá utilizar la M20 en dirección este en la salida 8.

### Fase 3
Separa los vehículos pesados para el puerto de Dover y el Eurotúnel. Todos los vehículos pesados para el túnel del canal utilizan el contraflujo en la M20, mientras que aquellos vehículos del puerto de Dover deben dirigirse al aeropuerto de Manston.

### Fase 4
La última fase solo afectaría a los vehículos pesados para el túnel del canal. La M26 quedará completamente cerrada y los vehículos pesados estarán estacionados en ambas calzadas hasta que haya espacio disponible en el contraflujo de la M20.

## Problemas
En enero de 2019, se llevó a cabo un ensayo real como parte de la Operación Brock, utilizando el antiguo aeropuerto de Manston como parque de camiones. Fue criticado por no ser representativo de la situación que podría ocurrir en la realidad. El primer día de la prueba, solo 89 de los 150 camiones planeados se presentaron para el ensayo.
Como la Operación Brock no llegó a usarse en el pasado debido al retraso del Brexit, se tomó la decisión de revertir parcialmente la M20 a su estado original. Esto se hizo reabriendo completamente la calzada en dirección este, y manteniendo la barrera de acero en caso de que la Operación tuviera que ser activada nuevamente en los siguientes meses debido a la incertidumbre del Brexit. La calzada en dirección oeste se ha mantenido a 50 km/h, lo que disminuyó la seguridad para los automovilistas que viajaban por la M20.